# 阿加塔·奥兹多巴-布瓦赫
阿加塔·奥兹多巴-布瓦赫（波蘭語：Agata Ozdoba-Błach，1988年2月25日—），波兰女子柔道运动员，2011年夏季世界大学生运动会女子团体铜牌得主、2014年欧洲柔道锦标赛女子63公斤级铜牌得主、2017年世界柔道锦标赛女子63公斤级铜牌得主。